# Siggelkow
Siggelkow ist eine Gemeinde im Südosten des Landkreises Ludwigslust-Parchim in Mecklenburg-Vorpommern (Deutschland). Sie wird vom Amt Eldenburg Lübz mit Sitz in der Stadt Lübz verwaltet.

## Geografie und Verkehr

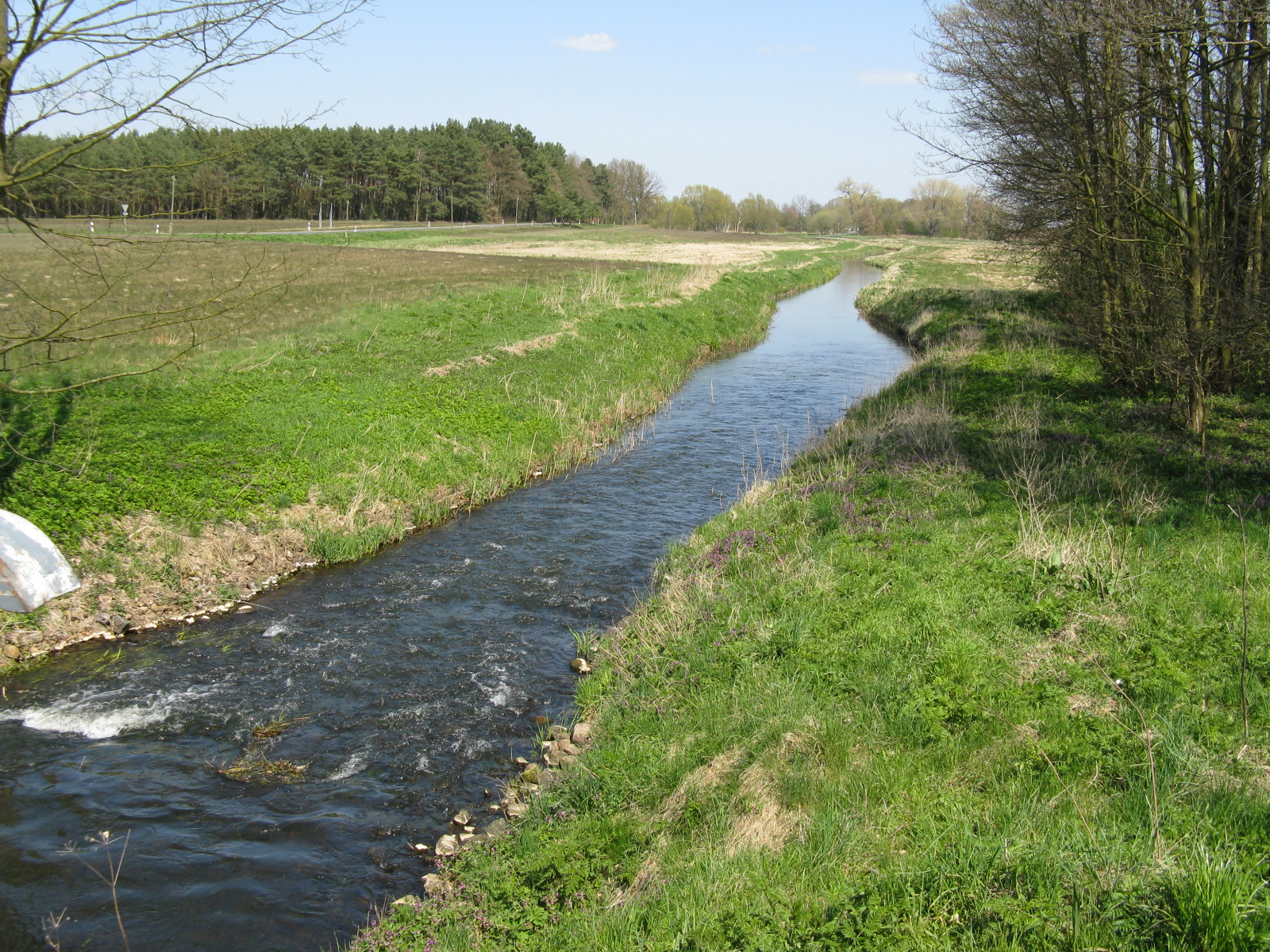
Der Moosterbach bei Groß Pankow

Die Gemeinde liegt in den Niederungen der Elde, etwa acht Kilometer südöstlich von Parchim und zirka zehn Kilometer südlich von Lübz. An der Nordgrenze des Gemeindegebiets fließen die Müritz-Elde-Wasserstraße und ein Altarm der Elde, in die der Gehlsbach und der Moosterbach münden. Stehende Gewässer sind der Sabelsee und der Blanksee. Siggelkow ist reich an Naturschutzgebieten, so das Naturschutzgebiet Wüstemoor am Blanksee, das Naturschutzgebiet Gehlsbachtal bei Klein Pankow und das Naturschutzgebiet Sabelsee bei Groß Pankow. Größere Waldgebiete im Gemeindegebiet sind die Siggelkower Tannen im Westen, die Pankower Tannen im Süden und das kleine Waldgebiet um den höchsten Punkt der Gemeinde, den Heideberg mit 77,3 m ü. NHN, bei Redlin.
Südlich des Gemeindegebietes verläuft die Bundesautobahn 24, welche über den Anschluss Suckow erreichbar ist.

### Ortsteile
Ortsteile der Gemeinde sind Groß Pankow, Klein Pankow, Neuburg, Redlin und Siggelkow.

## Geschichte
Die Ortsteile der Gemeinde sind slawischen Ursprungs. Im Jahr 1235 wird Siggelkow erstmals als Siklecowe urkundlich erwähnt. Es folgen Redlin 1307, Klein Pankow 1364, Groß Pankow 1396 und Neuburg 1451. Das Gebiet lag immer im Grenzgebiet zwischen Mecklenburg und Brandenburg. Seit dem 13. Jahrhundert bis 1452 gehörte die Gegend erst zum Kloster Dünamünde (heute Daugavgriva) in Lettland und dann zum Kloster Templin. Danach gehörte das Land bis auf Redlin zu Mecklenburg-Schwerin. Nach dem Zweiten Weltkrieg und Gründung der DDR kam Siggelkow und das Dorf Redlin erst zum Land Mecklenburg und dann zum Bezirk Schwerin.
Am 1. Januar 1951 wurde die bisher eigenständige Gemeinde Groß Pankow eingegliedert.
Seit der Wende 1990 gehört Siggelkow zum Land Mecklenburg-Vorpommern und ab dem 1. Juli 2004 zum Amt Eldenburg Lübz.
Der Name von Siggelkow stammt vom altslawischen žih ab und deutet auf den slawischen Lokator hin, also Ort des Žichlik.
Auch Pankow wurde nach dem Lokator benannt, Ort des Pąk.

## Politik

### Gemeindevertretung und Bürgermeister
Die Gemeindevertretung besteht (inkl. Bürgermeisterin, die zugleich als Einzelbewerberin gewählt wurde) aus 8 Mitgliedern. Die Wahl zum Gemeinderat am 9. Juni 2024 hatte folgende Ergebnisse:
| Partei/Bewerber                         | Prozent | Sitze |
| --------------------------------------- | ------- | ----- |
| Wählergruppe Zukunft Gemeinde Siggelkow | 68,93   | 5     |
| Einzelbewerberin Sybille Kiesow         | 7,91    | 1     |
| Einzelbewerber Richard Lübcke           | 7,19    | 1     |
| Einzelbewerber Norbert Koppe            | 6,93    | 1     |

Bürgermeisterin der Gemeinde ist Sybille Kiesow, sie wurde mit 56,67 % der Stimmen gewählt.

### Wappen
| Wappen von Siggelkow | Blasonierung: „In Gold eine schräglinke blaue Wellenleiste, begleitet: oben von einer auf einem schwarzen Ast sitzenden roten Eule; unten von einer in der bauchigen Mitte profilierten roten Urne mit zwei Henkeln.“ |
| Wappen von Siggelkow | Wappenbegründung: In dem Wappen symbolisiert die Wellenleiste den durch die Gemeindeflur fließenden Moosterbach. Mit der Eule soll der Bezug zum Naturschutz, insbesondere die Bedeutung einer intakten Natur, als Wirtschaftsfaktor – den Tourismus – für die Gemeinde herausgestellt werden. Die Urne verweist auf die zahlreichen vor- und frühgeschichtlichen Grabungsfunde in der Gemeindeflur. Das Wappen und die Flagge wurde von dem Schweriner Heraldiker Karl-Heinz Steinbruch gestaltet. Es wurde am 2. März 2001 durch das Ministerium des Innern genehmigt und unter der Nr. 238 der Wappenrolle des Landes Mecklenburg-Vorpommern registriert. |

### Flagge

Flagge der Gemeinde Siggelkow

Die Flagge wurde am 24. Oktober 2001 durch das Ministerium des Innern genehmigt.
Die Flagge ist längs gestreift von Blau, Gelb und Blau. Die blauen Streifen nehmen je vier Neuntel, der gelbe Streifen nimmt ein Neuntel der Höhe des Flaggentuchs ein. In der Mitte des gelben Streifens liegt, auf jeweils fünf Achtel der Höhe der beiden blauen Streifen übergreifend, das Gemeindewappen. Die Länge des Flaggentuchs verhält sich zur Höhe wie 5:3.

### Dienstsiegel
Das Dienstsiegel zeigt das Gemeindewappen mit der Umschrift „GEMEINDE SIGGELKOW“.

## Sehenswürdigkeiten
→ Siehe auch Liste der Baudenkmale in Siggelkow
- neugotische Kirche in Redlin von 1876; Orgel von 1890 mit sieben Registern auf einem Manual und Pedal von Friedrich Hermann Lütkemüller aus Wittstock[9][10]
- Dorfkirche in Groß Pankow von 1705; schlichter einschiffiger Fachwerkbau mit verbrettertem Westturm; der kleine Flügelaltar ist spätgotisch mit Schrein von nach 1530/40
- Fachwerkkirche in Siggelkow wohl vom 18. Jahrhundert mit niedrigem, verbrettertem Westturm; Orgel von 1894 mit ursprünglich vier, heute sechs Registern auf einem Manual und Pedal von Julius Schwarz aus Rostock[11][12]
- Fachwerkkirche in Klein Pankow von 1650
- Gedenkstein von 1950 hinter der Eldebrücke in Richtung Parchim zur Erinnerung an die Opfer des Todesmarsches der Häftlinge des KZ Sachsenhausen und des KZ-Außenlagers Heinkel-Werk, dazu seit 1976 eine Gedenktafel
- Gedenkstein aus dem Beginn der 1950er Jahre an der Meyenburger Straße des Ortsteiles Redlin zur Erinnerung an die Opfer des Todesmarsches
- Gedenkstein von 1950 in der Dorfmitte des Ortsteiles Siggelkow an die KZ-Häftlinge des Todesmarsches, dazu Informationstafel von 1976

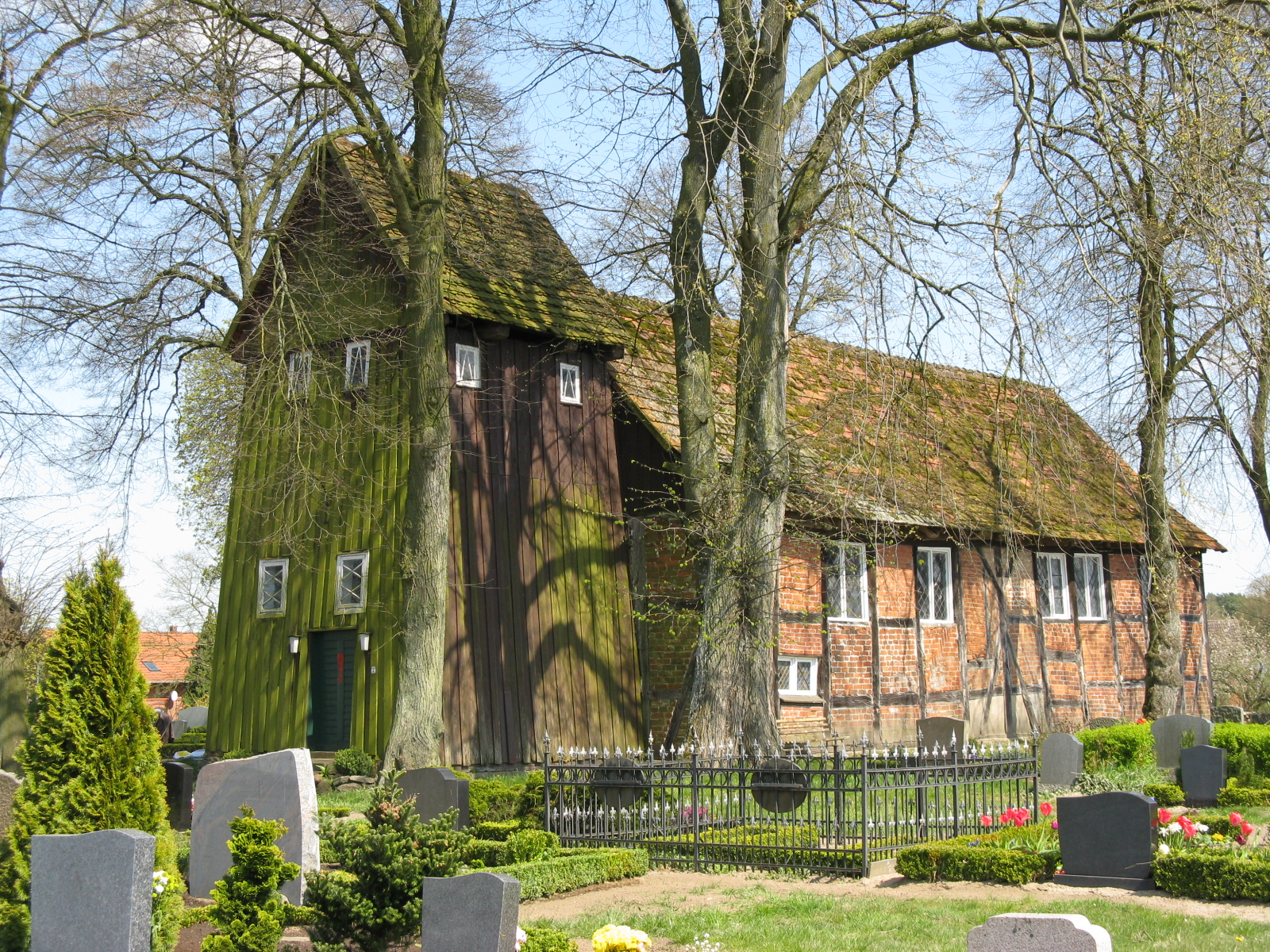
Dorfkirche in Siggelkow
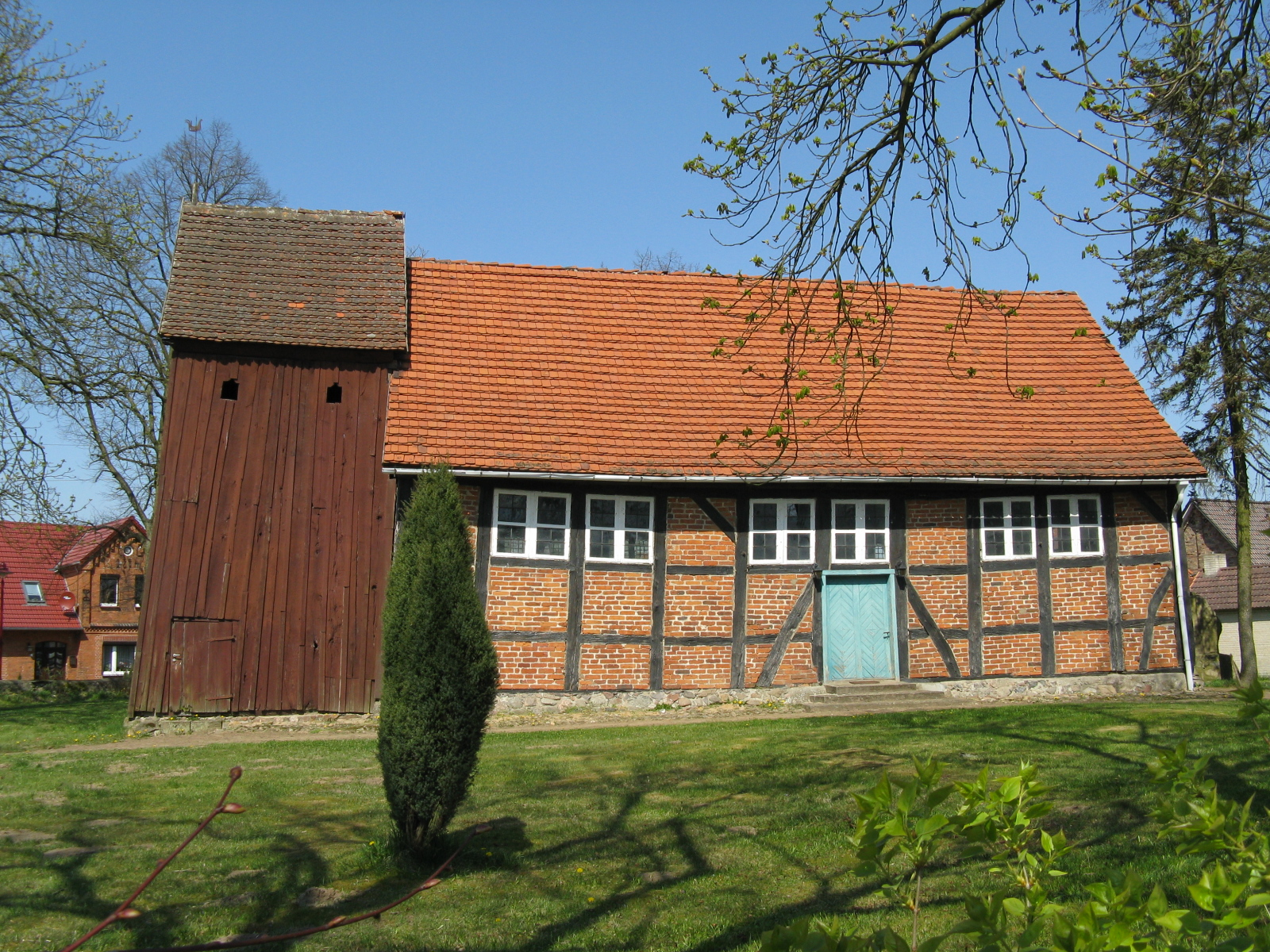
Dorfkirche in Groß Pankow
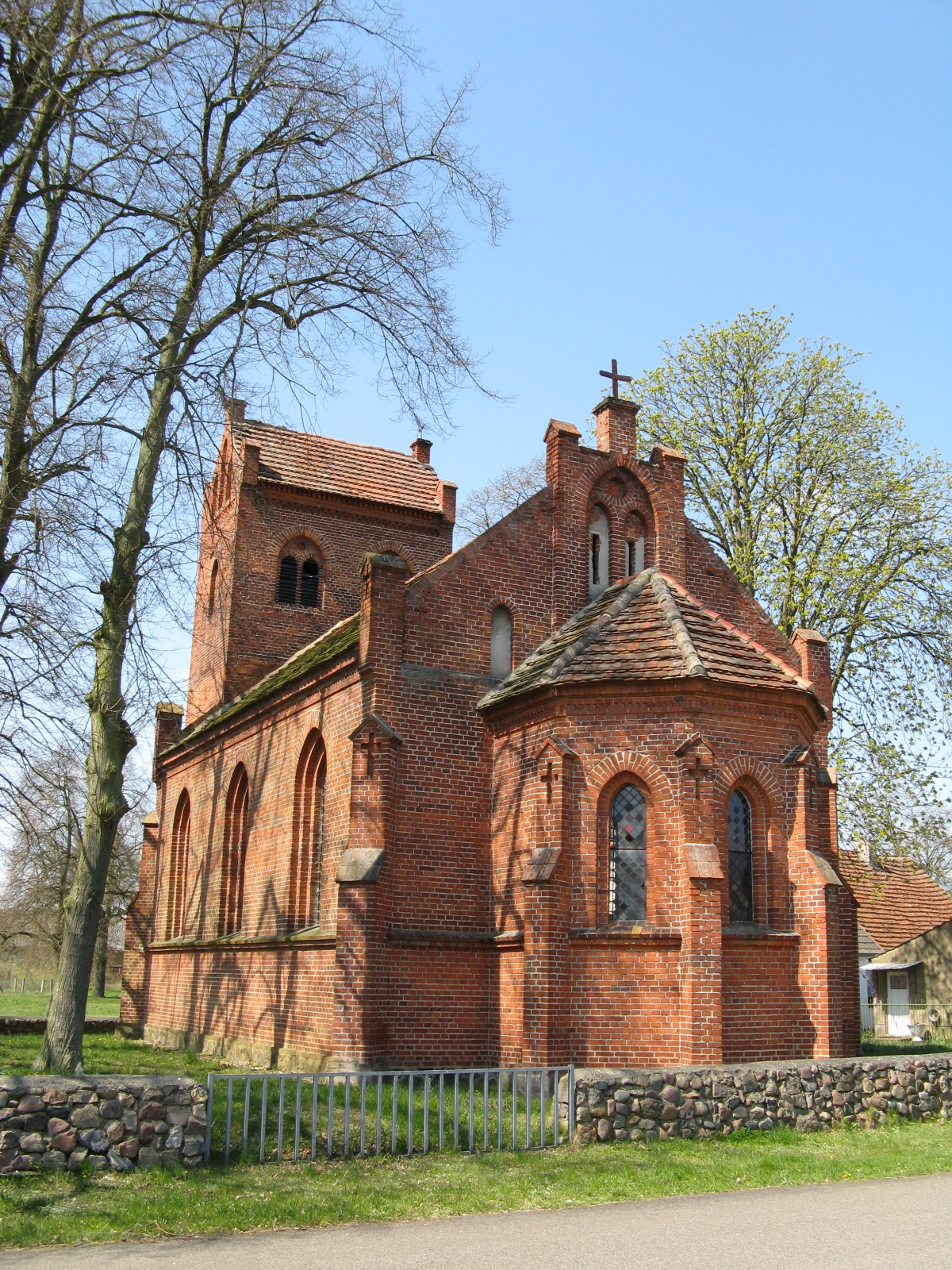
Dorfkirche in Redlin
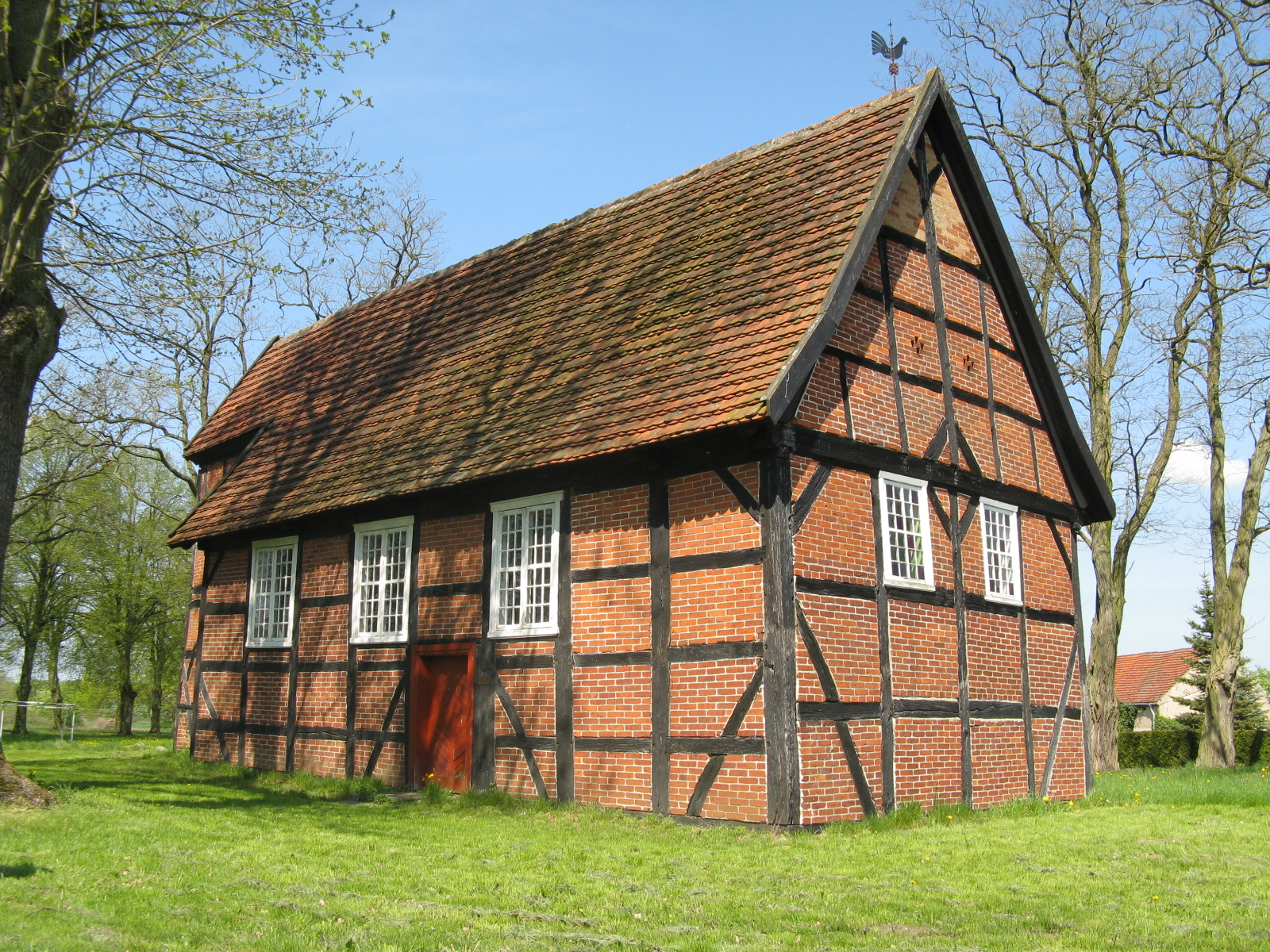
Dorfkirche in Klein Pankow